# Aeropuerto de Churchill
El Aeropuerto de Churchill (del inglés: Churchill Airport) (IATA: YYQ, OACI: CYYQ) está ubicado a 3 MN (5.6 km; 3.5 mi) al sureste Churchill, Manitoba, Canadá.

## Aerolíneas y destinos
- Calm Air
  - Winnipeg / Aeropuerto Internacional de Winnipeg-Armstrong
- Kivalliq Air
  - Winnipeg / Aeropuerto Internacional de Winnipeg-Armstrong